# Amt Torgelow-Ferdinandshof
Het Amt Torgelow-Ferdinandshof is een samenwerkingsverband van 7 gemeenten in het  Landkreis Vorpommern-Greifswald in de Duitse deelstaat Mecklenburg-Voor-Pommeren. Het Amt telt 13.908 inwoners. Het bestuurscentrum bevindt zich in de stad Torgelow. 

## Gemeenten
1. Altwigshagen (388)
2. Ferdinandshof (2.637)
3. Hammer a. d. Uecker (464)
4. Heinrichswalde (401)
5. Rothemühl (297)
6. Torgelow, stad * (8.972)
7. Wilhelmsburg (749)